# 彼得魯拉雷什鄉 (比斯特里察-訥瑟烏德縣)
47°12′47″N 23°59′55″E / 47.213164°N 23.998684°E
彼得魯拉雷什鄉（羅馬尼亞語：Comuna Petru Rareș, Bistrița-Năsăud），是羅馬尼亞的鄉份，位於該國西北部，由比斯特里察-訥瑟烏德縣負責管轄，面積33平方公里，海拔高度251米，2007年人口3,710，人口密度每平方公里114人。